# Balbisia
Balbisia là một chi thực vật có hoa trong họ Vivianiaceae hoặc Francoaceae nghĩa rộng (s. l.).

## Phân bố
Các loài trong chi này có ở miền tây Nam Mỹ; bao gồm Argentina (tây bắc, nam), Bolivia, Chile, Peru.

## Các loài
Khi bao gồm cả Wendtia thì chi này gồm 10 loài như sau:
- Balbisia aphanifolia (Griseb.) Hunz. & Ariza, 1973: Tây bắc Argentina.
- Balbisia calycina (Griseb.) Hunz. & Ariza, 1973: Tây bắc Argentina.
- Balbisia gracilis (Meyen) Hunz. & Ariza, 1973: Từ miền trung Chile về phía nam tới nam Argentina.
- Balbisia integrifolia R.Knuth, 1912: Từ nam Bolivia tới bắc Argentina (Jujuy).
- Balbisia meyeniana Klotzsch, 1836: Từ nam Peru, Bolivia tới bắc Argentina (Jujuy).
- Balbisia microphylla (Phil.) Reiche, 1896: Bắc Chile.
- Balbisia miniata (I.M.Johnst.) Descole, O'Donell & Lourteig, 1939: Tây Argentina (Salta, La Rioja, San Luis).
- Balbisia peduncularis (Lindl.) D.Don, 1831: Từ Peru tới bắc miền trung Chile.
- Balbisia stitchkinii Ricardi, 1957: Bắc Chile (Tarapaca).
- Balbisia verticillata Cav., 1804: Tư nam miền trung Peru tới nam trung và nam Bolivia.